# Dylan Scott

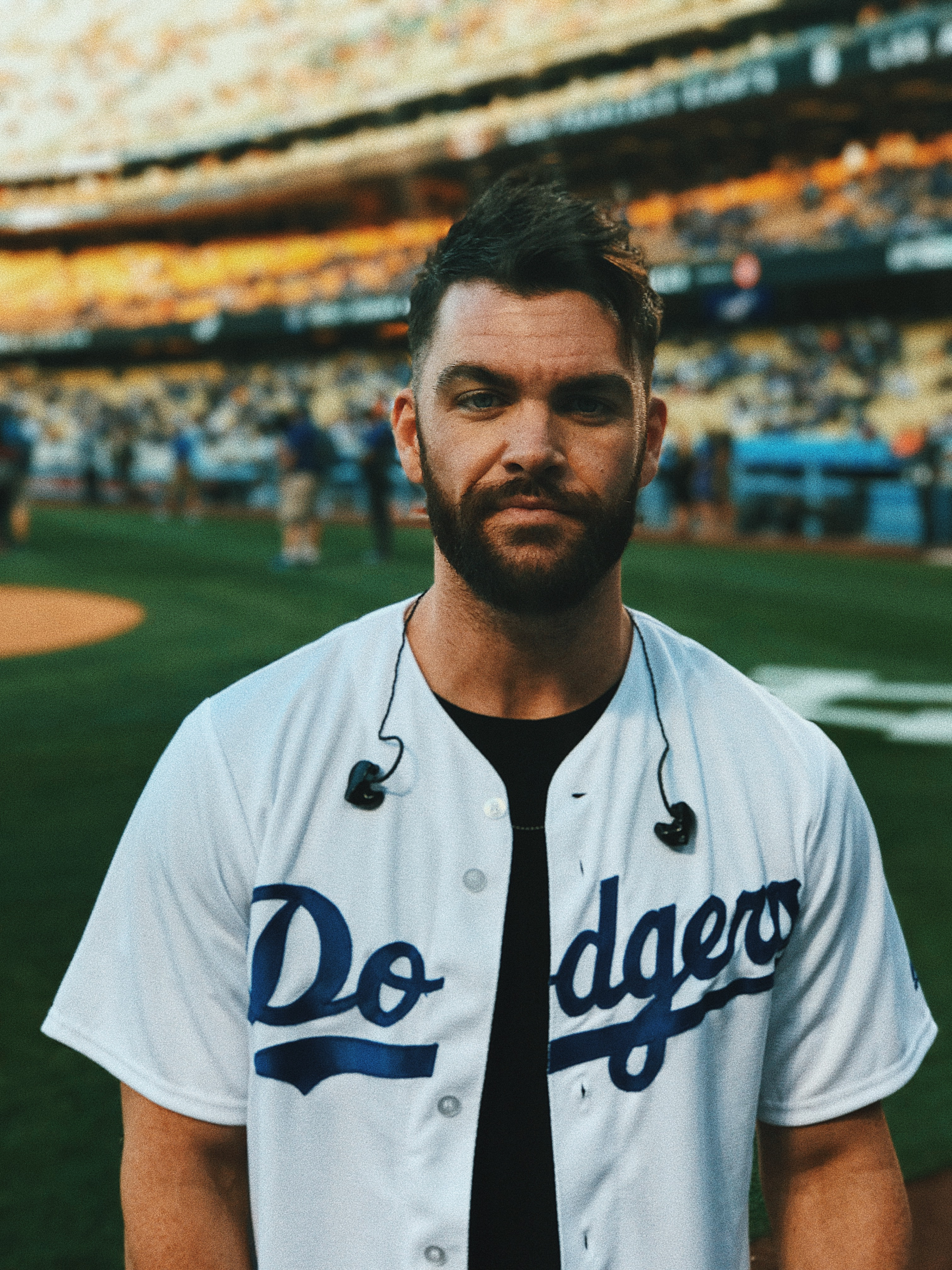
Auftritt 2017 vor einem Spiel der Los Angeles Dodgers

Dylan Scott (* 22. Oktober 1990 in Bastrop, Louisiana; eigentlich Dylan Scott Robinson) ist ein US-amerikanischer Countrysänger.

## Biografie
Dylan Scott ist der Sohn von Scotty Robinson, der unter anderem für Countrysänger Freddy Fender Gitarre spielte. Dadurch wuchs er in einem musikalischen Haus auf und beschloss als Teenager, selbst Musiker zu werden. Mit Unterstützung des Songwriters Charlie Craig nahm er mit 17 Jahren vier Lieder für ein Demo auf und kam so zu einem Plattenvertrag mit Curb Records. Allerdings dauerte es noch bis 2013, bis seine erste Single Makin’ This Boy Go Crazy erschien. Damit weckte er das Interesse der Radiostationen und konnte sich in den Airplay-Charts platzieren. Die gleichnamige EP kam im Jahr darauf in die Countrycharts.
In der Folge arbeitete er an seinem Debütalbum, das für 2016 geplant war. Den Durchbruch brachte die Vorabsingle My Girl, die zu einem Nummer-1-Radiohit bei den Countrysendern wurde und es in die Top 40 der offiziellen Singlecharts schaffte. Außerdem erreichte sie Platinstatus. Im August schaffte es auch das nach ihm benannte Album in die offiziellen Charts auf Platz 46 und in die Top 5 der Countrycharts. Mit dem Song Hooked hatte er im Jahr darauf einen weiteren Radio- und Charthit.

## Diskografie

### Studioalben
| Jahr | Titel Musiklabel                                             | Höchstplatzierung, Gesamtwochen, AuszeichnungChartplatzierungen (Jahr, Titel, Musiklabel, Platzierungen, Wochen, Auszeichnungen, Anmerkungen) | Höchstplatzierung, Gesamtwochen, AuszeichnungChartplatzierungen (Jahr, Titel, Musiklabel, Platzierungen, Wochen, Auszeichnungen, Anmerkungen) | Anmerkungen                           | [↑]: gemeinsam behandelt mit vorhergehendem Eintrag; [←]: in beiden Charts platziert |
| Jahr | Titel Musiklabel                                             | US | Country | Anmerkungen                           |                                                                                      |
| ---- | ------------------------------------------------------------ | --- | --- | ------------------------------------- | ------------------------------------------------------------------------------------ |
| 2016 | Dylan Scott Curb Records                                     | US46 Gold · (4 Wo.)US | Country5 (27 Wo.)Country | Erstveröffentlichung: 12. August 2016 |                                                                                      |
| 2017 | Dylan Scott (Deluxe Edition) Curb Records[US: ↑][Country: ↑] | US46 Gold · (4 Wo.)US | Country5 (27 Wo.)Country | Erstveröffentlichung: 4. August 2017  |                                                                                      |
| 2022 | Livin’ My Best Life Curb Records                             | US60 Platin · (27 Wo.)US | Country12 (44 Wo.)Country | Erstveröffentlichung: 5. August 2022  |                                                                                      |
| 2025 | Easy Does It Curb Records                                    | — | Country49 (1 Wo.)Country | Erstveröffentlichung: 30. Mai 2025    |                                                                                      |

### EPs
| Jahr | Titel Musiklabel                 | Höchstplatzierung, Gesamtwochen, AuszeichnungChartplatzierungen (Jahr, Titel, Musiklabel, Platzierungen, Wochen, Auszeichnungen, Anmerkungen) | Höchstplatzierung, Gesamtwochen, AuszeichnungChartplatzierungen (Jahr, Titel, Musiklabel, Platzierungen, Wochen, Auszeichnungen, Anmerkungen) | Anmerkungen                            |
| Jahr | Titel Musiklabel                 | US | Country | Anmerkungen                            |
| ---- | -------------------------------- | --- | --- | -------------------------------------- |
| 2014 | Makin’ This Boy Go Crazy         | — | Country50 (1 Wo.)Country | Erstveröffentlichung: 11. Februar 2014 |
| 2019 | Nothing to Do Town Curb Records  | US50 (1 Wo.)US | Country3 (1 Wo.)Country | Erstveröffentlichung: 26. April 2019   |
| 2023 | I’ll Be a Bartender Curb Records | — | Country37 (1 Wo.)Country | Erstveröffentlichung: 6. Oktober 2023  |

Weitere EPs
- 2017: Merry Christmas
- 2018: Stripped
- 2019: An Old Memory
- 2023: This Town’s Been Too Good To Us

### Singles
| Jahr | Titel Album                                           | Höchstplatzierung, Gesamtwochen, AuszeichnungChartplatzierungen (Jahr, Titel, Album, Platzierungen, Wochen, Auszeichnungen, Anmerkungen) | Höchstplatzierung, Gesamtwochen, AuszeichnungChartplatzierungen (Jahr, Titel, Album, Platzierungen, Wochen, Auszeichnungen, Anmerkungen) | Anmerkungen                            |
| Jahr | Titel Album                                           | US | Country | Anmerkungen                            |
| --- | ----------------------------------------------------- | --- | --- | -------------------------------------- |
| 2014 | Crazy over Me Dylan Scott                             | US— GoldUS | Country36 (20 Wo.)Country | Erstveröffentlichung: 19. Oktober 2015 |
| 2016 | My Girl Dylan Scott                                   | US39 ×3Dreifachplatin · (20 Wo.)US | Country3 (51 Wo.)Country | Erstveröffentlichung: 11. Juli 2016    |
| 2017 | Hooked Dylan Scott (Deluxe Edition)                   | US48 Platin · (11 Wo.)US | Country6 (47 Wo.)Country | Erstveröffentlichung: 28. August 2017  |
| 2019 | Nothing To Do Town Nothing to Do Town                 | US— GoldUS | Country35 (29 Wo.)Country | Erstveröffentlichung: 26. April 2019   |
| 2020 | Nobody Nothing to Do Town                             | US50 Platin · (17 Wo.)US | Country5 (30 Wo.)Country | Erstveröffentlichung: 18. Februar 2020 |
| 2021 | New Truck Livin’ My Best Life                         | US66 Gold · (9 Wo.)US | Country13 (26 Wo.)Country | Erstveröffentlichung: 9. August 2021   |
| 2022 | Can’t Have Mine (Find You a Girl) Livin’ My Best Life | US57 Platin · (13 Wo.)US | Country10 (47 Wo.)Country | Erstveröffentlichung: 29. August 2022  |
| 2023 | This Town’s Been Too Good To Us                       | US70 Platin · (2 Wo.)US | Country17 (45 Wo.)Country | Erstveröffentlichung: 2. Juni 2023     |
| Folgende Lieder erschienen nicht als Single, wurden aber durch das Album zum Download und Streaming bereitgestellt und konnten somit eine Platzierung erlangen: |                                                       | | |                                        |
| |                                                       | | |                                        |
| 2024 | What He’ll Never Have Livin’ My Best Life (Still)     | US— PlatinUS | Country29 (27 Wo.)Country |                                        |

Weitere Singles
- 2013: Makin’ This Boy Go Crazy
- 2014: Mmm, Mmm, Mmm
- 2014: Lay It on Me

### Gastbeiträge
| Jahr | Titel Album                        | Höchstplatzierung, Gesamtwochen, AuszeichnungChartplatzierungen (Jahr, Titel, Album, Platzierungen, Wochen, Auszeichnungen, Anmerkungen) | Höchstplatzierung, Gesamtwochen, AuszeichnungChartplatzierungen (Jahr, Titel, Album, Platzierungen, Wochen, Auszeichnungen, Anmerkungen) | Anmerkungen                                                            |
| Jahr | Titel Album                        | US | Country | Anmerkungen                                                            |
| ---- | ---------------------------------- | --- | --- | ---------------------------------------------------------------------- |
| 2023 | Boys Back Home Mid-Twenties Crisis | US75 (5 Wo.)US | Country18 (… Wo.)Country | Erstveröffentlichung: 27. Oktober 2023 Dylan Marlowe feat. Dylan Scott |

## Auszeichnungen für Musikverkäufe
| Goldene Schallplatte - Kanada - 2024: für die Single Boys Back Home - Vereinigte Staaten - 2024: für das Lied Good Times Go By Too Fast |

Anmerkung: Auszeichnungen in Ländern aus den Charttabellen bzw. Chartboxen sind in ebendiesen zu finden.
| Land/RegionAuszeichnungen für Musikverkäufe (Land/Region, Auszeichnungen, Verkäufe, Quellen) | Gold     | Platin     | Verkäufe   | Quellen         |
| -------------------------------------------------------------------------------------------- | -------- | ---------- | ---------- | --------------- |
| Kanada (MC)                                                                                  | Gold1    | —          | 40.000     | musiccanada.com |
| Vereinigte Staaten (RIAA)                                                                    | 5× Gold5 | 9× Platin9 | 11.500.000 | riaa.com        |
| Insgesamt                                                                                    | 6× Gold6 | 9× Platin9 |            |                 |